# Live...In the Raw
Live...In the Raw är ett livealbum av W.A.S.P., utgivet 1987.

## Låtförteckning
1. "Inside The Electric Circus" – 4:32
2. "I Don't Need No Doctor" – 3:35
3. "L.O.V.E. Machine" – 4:31
4. "Wild Child" – 6:02
5. "9.5.-N.A.S.T.Y."  – 5:11
6. "Sleeping" (In the Fire)" – 5:23
7. "The Manimal" – 4:43
8. "I Wanna Be Somebody" – 6:43
9. "Harder Faster" – 7:19
10. "Blind In Texas" – 5:40
11. "Scream Until You Like It" – 3:26